# Lucky Luke (film 2004)

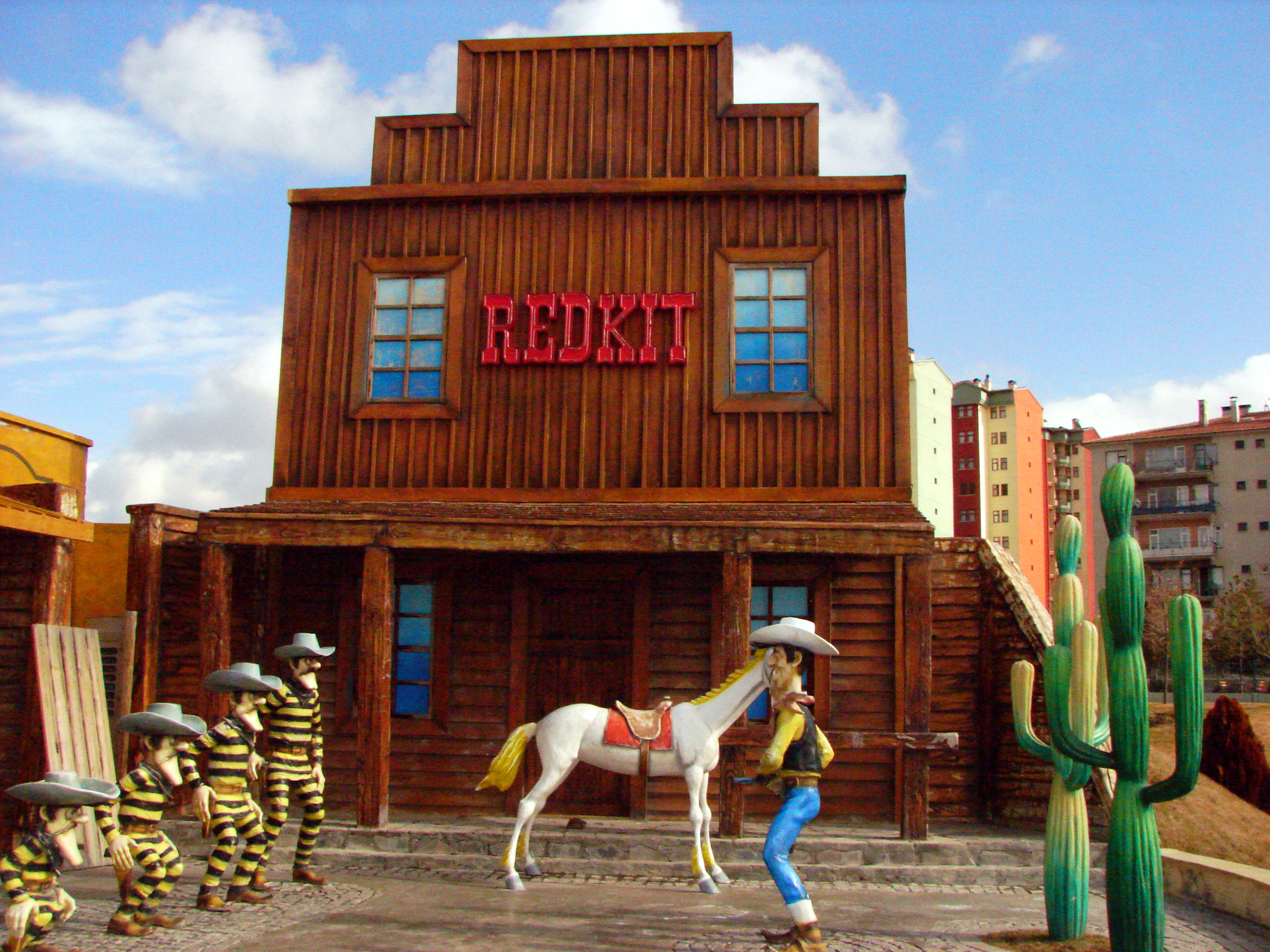
Figurki z bohaterami z filmu

Lucky Luke (fr. Les Dalton) – francusko-niemiecko-hiszpański western komediowy z 2004 roku Philippe'a Haïma, oparty na komiksie autorstwa René Goscinnego i Morrisa. Zdjęcia kręcono na pustyni Tabernas (prowincja Almería) oraz w Kolonii.

## Obsada
- Eric Judor – Joe
- Ramzy Bedia – Averell
- Saïd Serrari – Jack
- Romain Berger – William
- Til Schweiger – Lucky Luke
- Javivi – El Tarlo
- Marthe Villalonga – Mama Dalton
- Sylvie Joly – Ma Billy
- Ginette Garcin – Ma James
- Marie-Pierre Casey – Ma Cassidy
- Elie Semoun – Doxey
- Michel Muller – dyrektor banku
- Jean Benguigui – meksykański kucharz
- Kad Merad – meksykański więzień
- Jean Dujardin – kowboj
- Darry Cowl – Stary Timer

## Wersja polska
Opracowanie: Master Film

Reżyseria: Paweł Leśniak

Dialogi: Elżbieta Kowalska

Dźwięk: Elżbieta Mikuś

Montaż: Jan Graboś

Kierownictwo produkcji: Romuald Cieślak

Wystąpili:
- Olaf Lubaszenko – Lucky Luke
- Jarosław Boberek – Joe Dalton
- Bartłomiej Topa – Averell Dalton
- Wojciech Paszkowski – Jack Dalton
- Marcin Perchuć – William Dalton
- Andrzej Blumenfeld – Sołtys
- Antonina Girycz – Mama Dalton
- Emilian Kamiński – Bankier
- Marian Opania – Meksykanin
- Mieczysław Morański – Doxey
- Mariusz Benoit – El Tarlo

oraz
- Jolanta Zykun
- Mirosława Krajewska
- Ewa Wawrzoń
- Janusz Wituch
- Zbigniew Suszyński
- Mirosław Guzowski
- Krzysztof Zakrzewski
- Janusz Bukowski